# Pociąg odchodzi za pięć siódma
Pociąg odchodzi za pięć siódma (tyt. oryg. Treni niset në shtatë pa pesë) – albański film fabularny z roku 1988 w reżyserii Spartaka Pecaniego.

## Opis fabuły
Akcja filmu rozgrywa się współcześnie w Tiranie. Etleva właśnie zaczyna pracę w banku państwowym i zaczyna skarżyć się koleżankom z pracy, że traktuje swoją pracę jako życiową i finansową porażkę. W pewnym momencie zaczyna się zastanawiać, dlaczego wszyscy w miejscu pracy są przeciwko niej. Podczas wizyty u lekarza dowiaduje się, że jest w ciąży. W tej nowej dla niej sytuacji życiowej zostaje sama.
Film realizowano w Durrës i w Tiranie.

## Obsada
- Eva Alikaj jako Etleva
- Spiro Duni jako Adi
- Xhevdet Ferri jako Martin
- Mimika Luca jako matka
- Agim Shuke jako lekarz
- Ilia Shyti jako ojciec Etlevy
- Ndriçim Xhepa jako Astrit
- Marta Burda jako matka Astrita

## Nagrody i wyróżnienia
Film otrzymał III nagrodę na VIII Festiwalu Filmów Albańskich w Tiranie w 1989. Za rolę Etlevy została także nagrodzona Eva Alikaj.